# Bellaria Kino

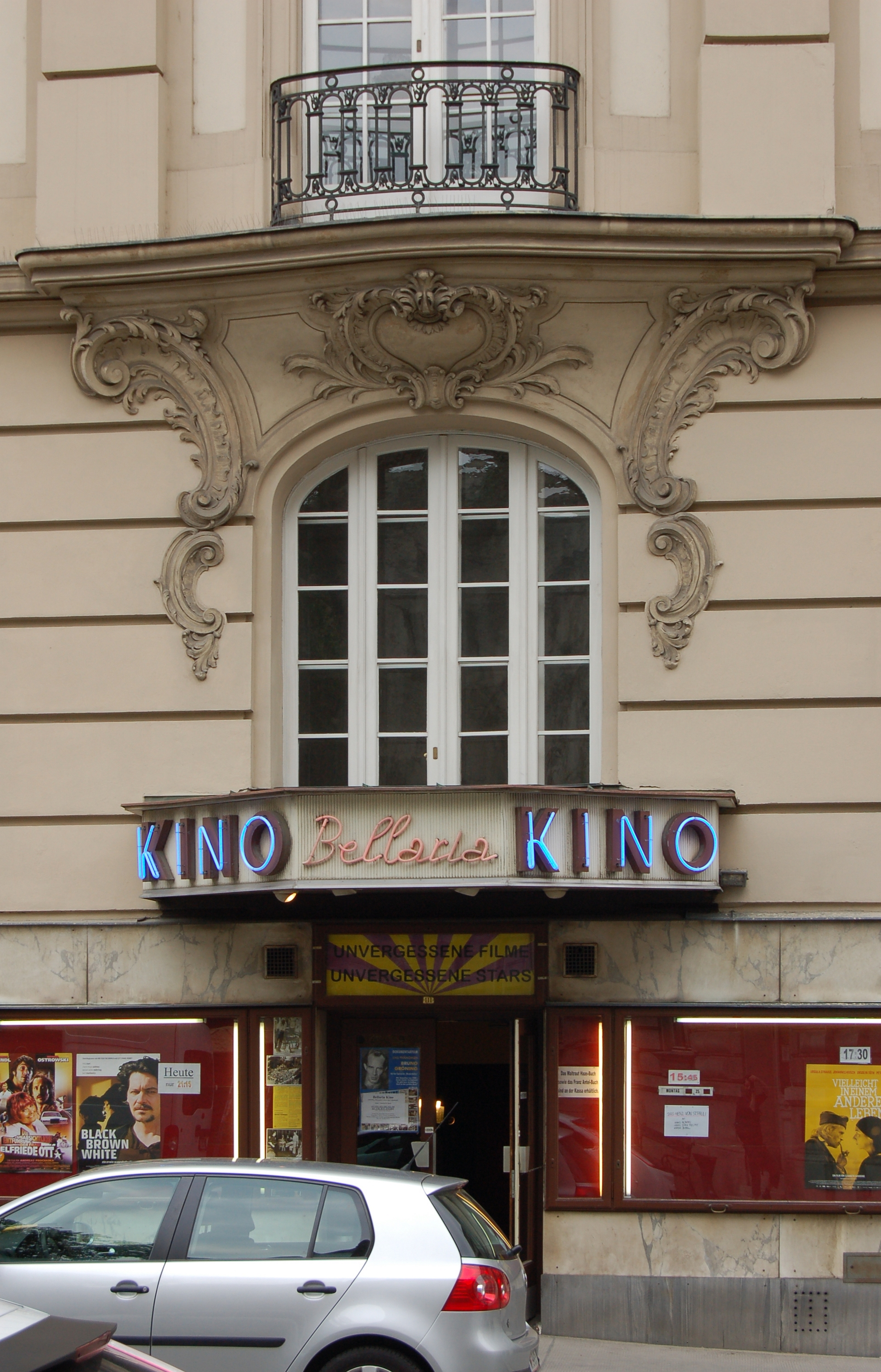
Eingang des Bellaria Kinos

Das Bellaria Kino war eines der ältesten existierenden Kinos in Wien. Es befand sich in der Museumstraße im 7. Bezirk Neubau direkt hinter dem Volkstheater.

## Name
Der Name des Kinos stammt von der heute nicht mehr existierenden Bellaria, nach der auch die nahe gelegene Bellariastraße benannt ist.

## Geschichte
1911 als „Invalidendank-Kino“ mit einem Fassungsvermögen von 247 Personen gegründet, widmete sich das Bellaria Kino bereits während des ersten großen Kinosterbens Anfang der 1960er-Jahre der Vorführung älterer Filme.
Diese Tradition wurde bis zum Schließen des Kinos fortgeführt: Jeden Nachmittag lief ein anderer alter Film (meist aus der Zeit von den 1930er- bis zu den 1960er-Jahren). Ab der Jahrtausendwende kamen Vorführungen zeitgenössischer Kinofilme hinzu. Der Umstand, dass diese von den Verleihen nur mehr digital geliefert wurden, begünstigte den Umstieg vom alten 35-mm-Film- auf einen digitalen Filmprojektor.
Anfang Dezember 2019 wurde bekannt, dass das Kino geschlossen werden soll. Als letzter Spieltag war der 19. Dezember 2019 vorgesehen, weitere Vorstellungen wurden für den 24. Dezember 2019 angesetzt. Nach Bekanntgabe meldeten sich drei Interessenten für das Kino.
Im Februar 2022 starteten die Betreiber des Votivkinos und zwei Lokalbesitzer eine Crowdfunding-Kampagne um das Kino wieder zu eröffnen. Im Rahmen der siebenwöchigen Kampagne wurden bis April 2022 über 135.000 Euro gesammelt, eine Wiedereröffnung war für Ende 2022 geplant, verzögert sich jedoch wegen Lieferengpässen bei Baumaterial. Die Stadt Wien beteiligte sich mit 100.000 Euro an der Generalsanierung, für die rund 270.000 Euro veranschlagt wurden. Der auf diese Summe fehlende Betrag soll aus Eigenmitteln bestritten werden. Vor Beginn der Sanierungsarbeiten wurden rund hundert handgemalte Filmplakate aus den 1930er-Jahren auf dem Dachboden gefunden. Im Frühjahr 2024 wurde bekannt, dass mit einer Wiedereröffnung frühestens im Herbst 2024 zu rechnen sei, Problem sei vor allem die technische Umsetzung der Vorgaben der Vermieter.